# Nissos Rodos
Die Nissos Rodos ist ein 1987 als Kiso in Dienst gestelltes Fährschiff der griechischen Reederei Hellenic Seaways. Sie wird unter ihren jetzigen Namen seit 2010 auf wechselnden Routen im Adriatischen Meer und im Ägäischen Meer eingesetzt.

## Geschichte
Die Kiso wurde am 10. Februar 1987 unter der Baunummer 902 in der Werft von Mitsubishi Heavy Industries in Shimonoseki auf Kiel gelegt und lief am 1. Juli 1987 vom Stapel. Nach der Übergabe an die Reederei Taiheiyō Ferry in Nagoya am 20. Oktober 1987 nahm das Schiff im selben Monat den Fährdienst zwischen Nagoya, Sendai und Tomakomai auf. Die Kiso hatte mit der 1989 in Dienst gestellten und 2019 abgewrackten Kitakami ein jüngeres Schwesterschiff.
Nach 17 Jahren Dienstzeit wurde die Kiso im August 2004 an Hellas Ferries verkauft und im Januar 2005 unter der Flagge Zyperns als Ocean Trailer nach Piräus überführt. Im Mai 2005 folgten einige Fahrten zwischen Korinth und Venedig, anschließend stand das Schiff unter Charter der Grimaldi Lines ab Juni 2005 zwischen Genua und Barcelona im Einsatz.
Nachdem der Chartervertrag mit der Grimaldi Lines im September 2007 ausgelaufen war, ging die Ocean Trailer im Oktober 2007 zur Werftüberholung nach Perama und erhielt dort den Namen Hellenic Voyager, um ab November als reine Frachtfähre zwischen Korinth und Marghera eingesetzt zu werden. Nach einer kurzen Aufliegezeit in Drapetsona ab August 2009 folgten im September 2009 Modernisierung- und Umbauarbeiten. Im Mai 2010 wurde das Schiff in Nissos Rodos umbenannt.
Ab Juni 2010 stand die Nissos Rodos, fortan nun wieder als Passagierfähre, zwischen Piräus, Paros, Kos und Rhodos im Einsatz. Im Februar 2011 half sie bei der Evakuierung libyscher Flüchtlinge aus Bengasi. Von September 2012 bis Mai 2013 wurde das Schiff von der türkischen Regierung für den Einsatz zwischen İskenderun und Damiette gechartert.
Die Nissos Rodos wird auf wechselnden Routen in der Adria und in der Ägäis eingesetzt. So befindet sie sich unter anderem weiter auf der Strecke von Piräus nach Paros, Kos und Rhodos oder befährt als Ersatzschiff für die Einheiten von Blue Star Ferries die Strecke von Piräus nach Kreta.